# Goran Bregović
Goran Bregović (serbi ciríl·lic: Горан Бреговић, pronunciat [ɡɔ̌ran brɛ̂ːɡɔʋitɕ]) (Sarajevo, 22 de març de 1950) és un reconegut músic compositor dels Balcans, un dels músics moderns amb més projecció internacional. Deixà Bòsnia i Hercegovina abans de la guerra de Bòsnia. Recentment ha anunciat el seu retorn oficial a Sarajevo i ha creat una fundació d'educació a Roma. Bregović ha compost per a diferents artistes com Iggy Pop i Cesária Évora. Aconseguí la fama tocant la guitarra amb la seva banda de rock Bijelo Dugme. Ha destacat amb les seves obres per a bandes sonores de nombroses pel·lícules; Bubamara n'és un exemple, una cançó del director de cine i músic serbi Emir Kusturica interpretada per Goran a la pel·lícula Gat negre, gat blanc (Crna mačka, beli mačor, en serbi).

## Vida i carrera
Nascut a Sarajevo, República Socialista de Bòsnia i Hercegovina, República Federal Socialista de Iugoslàvia, de pare croat Franjo Bregović i mare sèrbia Borka Perisic. Goran va créixer amb una germana gran Dajana i un germà menor Predrag. El seu pare era de Zagorje, específicament del poble Sveti Petar Čvrstec prop de Križevci, mentre que la seva mare va néixer a Virovitica. L'avi matern de Goran, va combatre en l'Exèrcit de Sèrbia en el front de Tessalònica durant la Primera Guerra Mundial i com a premi va rebre terres a Eslavònia, on es va traslladar la seva família.
Els pares de Goran es van reunir poc després del final de la Segona Guerra Mundial a Virovitica on la seva mare Borka va viure i el seu pare Franjo (que va lluitar al costat partisà durant la guerra) va assistir a l'escola militar Exèrcit Popular Iugoslau (JNA). Franjo Bregović va aconseguir el seu primer treball d'ensenyament de balística en una escola militar de Sarajevo, i per això la família (que en aquest moment només tenia una filla) es va traslladar allà. Goran, el seu segon fill, va néixer el 1950.
Goran tenia deu anys quan els seus pares es van divorciar. En entrevistes posteriors va esmentar "l'alcoholisme del seu pare com la raó de la ruptura del matrimoni". Poc després de la separació, el seu pare es va traslladar a Livno, amb el germà menor de Goran, Predrag, mentre que Goran va romandre vivint amb la seva mare a Sarajevo, visitant al seu pare i germà cada estiu a Livno. El seu pare es va retirar i, finalment, va tornar al seu poble natal a Zagorje mentre que el germà de Goran, Predrag, més tard, es va traslladar de nou a Sarajevo per cursar estudis universitaris. Goran tocava el violí en una escola de música. No obstant això, varen considerar que no tenia talent, i va ser expulsat en el segon grau. La mare de Goran li va comprar la seva primera guitarra en la seva adolescència. Bregović volia inscriure's en una escola secundària de belles arts, però la seva tieta li va dir a la seva mare que "suposadament estava plena d'homosexuals", i van decidir d'enviar-lo a una escola tècnica. Com a solució per no sortir-se amb la seva, li va permetre que es deixés els cabells llargs. En entrar a l'escola secundària, Goran es va unir a la banda de l'escola Izohipse on va començar amb el baix. Aviat, però, va ser expulsat de l'escola (aquest cop pel mal comportament contra una propietat de Mercedes-Benz). Més tard Bregović va entrar a l'escola primària i la seva banda de l'escola Beštije (de nou tocant el baix). Quan tenia 16 anys, la seva mare el va abandonar i es va traslladar a la costa, i va haver de tenir cura de si mateix. Ho va fer per mitjà de música popular en un kafana a Konjic, treballant en obres de construcció, i la venda de diaris. En veure'l en un concert a Beštije el 1969, Zeljko Bebek va convidar, a 18 anys, a Bregović a tocar el baix en la seva banda Kodeksi, que Goran va acceptar "de bon grat."

### Kodeksi
Amb el temps, la banda Kodeksi va canviar la configuració quan Bregović va canviar del baix a la guitarra. Kodeksi composta durant l'estiu de 1970 per: Goran Bregović, Zeljko Bebek, Zoran Redžić i Milic Vukašinović. Tots ells futurs membres de la banda Bijelo Dugme. Es van veure influïts en gran manera per Led Zeppelin i Black Sabbath. Durant la tardor de 1970, això va donar lloc a la sortida de Zeljko Bebek de la banda. Al final de l'any, la mare de Goren i el germà de Zoran van arribar a Nàpols i els van portar de tornada a Sarajevo.

### Jutro
Després, a la tardor de 1971, Goran es va inscriure a la Universitat de Sarajevo a la Facultat de Filosofia, l'estudi de la filosofia i la sociologia. No va trigar a deixar de fumar. Alhora, Milic Vukašinović va anar a Londres, i amb Bregovic va formar una banda que també s'uní Nuno Arnautalić anomenada Jutro (matí), en la qual Redžić es va unir més tard. Amb els anys, la banda va canviar sovint de membres i de rols dins de la banda, i l'1 de gener de 1974 va modificar el seu nom a Bijelo Dugme ("Botó blanc").

## Estil musical
Les composicions de Bregović, que s'estenen des d'inspiracions musicals dels Balcans als extrems innovadors, es basen en el classicisme europeu i els ritmes balcànics.
La música de Bregović acompanya temes bosnis, búlgars, croats, grecs, romanesos, serbis i turcs i és una fusió de la música popular amb la música polifònica tradicional dels Balcans, tango, i bandes de música.

## Premis i reconeixements
- El juny de 2006 va rebre una còpia de la clau de la ciutat de Tirana per Edi Rama amb motiu de la seva visita a Albània.[12]

## Discografia
- Kad bi bio bijelo dugme (1974)

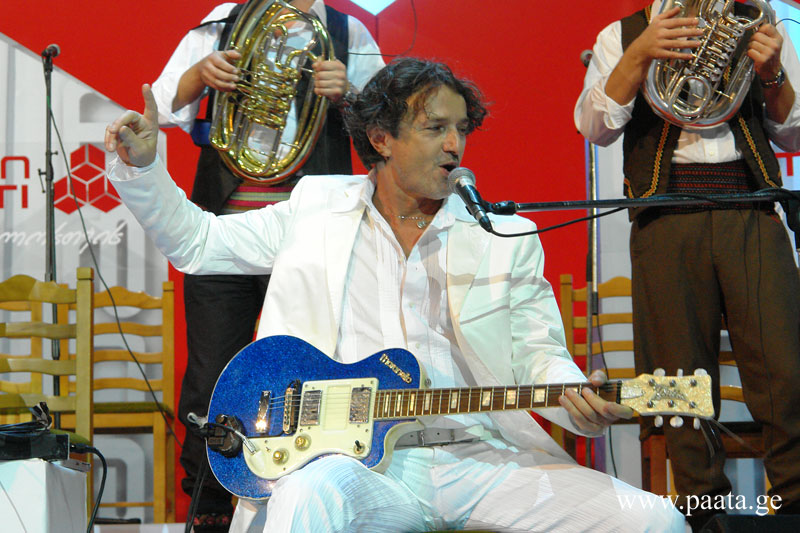
Goran Bregović en una actuació l'any 2007 a Tbilisi (Geòrgia)

- Ima neka tajna veza (single) (1974)
- Sta bi dao da si na mom mjestu (1975)
- Eto! Bas hocu! (1976)
- Milovan / Goodbye Amerika (singlovi) (1976)
- Koncert kod Hajducke Cesme (uzivo) (1977)
- Bitanga i princeza (1979)
- Dozivjeti stotu (1981)
- Singl ploce 1974 - 1975 (1982)
- Singl ploce 1976 - 1980 (1982)
- Uspavanka za Radmilu M. (1983)
- Kosovka djevojka (1984)
- Pljuni i zapjevaj moja Jugoslavijo (1986)
- Dom za vešanje (1990)
- Arizona dream (1993)
- La reine Margot (1994)
- Underground (1995)
- Ederlezi (1996)
- Tuvalu (2000)
- Kayah & Bregovic (2000)
- Song book (2000)
- Tales and Songs from Weddings and Funerals (2002)
- Balcanica (2002)
- Kris & Goran (2002)
- Karmen with a Happy End (2007)
- Alkohol (Šljivovica & Champagne) (2008)
- Welcome to Bregovic (2009)
- Champagne for Gypsies (2012)